# جانورشناسی
جانورشناسی (به فرانسوی: Zoologie) یا زیست‌شناسی جانوری، رشته‌ای از زیست‌شناسی است که به بررسی جانوران می‌پردازد. واژه جانور (animal) خود به معنای دارنده جان است و همانگونه که از این نام برمی‌آید، جانورشناسی، جانوران را از همهٔ جنبه‌ها بررسی می‌کند. برای اینکه این بررسی کامل باشد، علم جانورشناسی خود به رشته‌های مختلف تقسیم می‌شود و رشته‌های جانورشناسی به رشته‌های کوچک‌تری منشعب می‌گردند:
رشته‌هایی از جانورشناسی که جانوران را به ترتیب تکامل (فرگشت) دربارهٔ موضوع‌های مختلف مطالعه می‌کنند:
- کالبدشناسی
- بافت‌شناسی
- فیزیولوژی[۳]
- رده‌بندی یا بیوسیستماتیک
- بوم‌شناسی
- جغرافیای جانوری (Zoogeography)
- دیرین‌شناسی
- ژنتیک

## تاریخچه

### پیش از داروین
تاریخچه جانورشناسی به خیلی گذشته‌ها تا به امروز بر می‌گردد. هرچند این اصطلاح جانورشناسی در عصر جدید به آن تعلق گرفته است ولی ریشه آن را می‌توان در زمینه کارهایی مانند ارسطو یا جالینوس یافت. پس از آن پزشکی اسلامی مانند آلبرتوس ماگنوس این علم را جلو بردند. در دوره رنسانس تفکر جانورشناسی در اروپا متحول شد و توجه بیشتری به تجربه‌گرایی شد و همچنین گونه‌های جدید بسیاری نیز در این دوره کشف شدند. از جمله افرادی که در این عصر تأثیرگذار بودند می‌توان به آندرئاس وزالیوس و همچنین ویلیام هاروی اشاره کرد.
با توجه به فراوانی گستره جانوران و فقدان مرزبندی دقیق میان گونه‌های مختلف و زیرگونه‌های آنها در سده‌های گذشته، ممکن بود در برخی موارد، چند جانور که شباهت‌هایی با هم داشتند، همگی با یک‌نام شناخته شوند.